# Pelurga chenopodiata
Pelurga chenopodiata är en fjärilsart som beskrevs av Jacob Hübner 1825. Pelurga chenopodiata ingår i släktet Pelurga och familjen mätare. Inga underarter finns listade i Catalogue of Life.